# Pierre Sanfourche-Laporte
Pierre Sanfourche-Laporte (født i Sarlat den 24. marts 1774, hvor han døde den 9. juli 1856) er en fransk jurist.
Fra 1832 til 1852 var han advokat ved Bruxelles-kassationsretten.